# 4332 Milton
4332 Milton је астероид главног астероидног појаса са пречником од приближно 11,54 .
Афел астероида је на удаљености од 3,398 астрономских јединица (АЈ) од Сунца, а перихел на 1,775 АЈ.
Ексцентрицитет орбите износи 0,313, инклинација (нагиб) орбите у односу на раван еклиптике 19,150 степени, а орбитални период износи 1520,206 дана (4,162 године).
Апсолутна магнитуда астероида је 11,90 а геометријски албедо 0,230.
Астероид је откривен 5. септембра 1983. године.